# Tokyo DisneySea
Tokyo DisneySea (東京ディズニーシー?, Tōkyō Dizunī Shī) è il secondo parco a tema aperto presso il Tokyo Disney Resort a Urayasu, Chiba, Giappone, appena fuori Tokyo, e fu inaugurato il 4 settembre 2001. Esso è di proprietà della Disney e della Oriental Land Company, che utilizza le licenze concesse da The Walt Disney Company. Il parco ha come tema l'acqua e il mare con un'accurata tematizzazione, curata fin nei minimi dettagli. DisneySea è stato il secondo parco a tema ad aprire presso il Tokyo Disney Resort e il nono di undici parchi a tema Disney in tutto il mondo.
Tokyo DisneySea è stato, fino al 2016, il parco a tema più costoso mai costruito con un costo stimato in oltre 4 miliardi di dollari nel 2001, record poi superato da Shanghai Disney Resort, che costò oltre 5 miliardi di dollari. Tokyo DisneySea e Tokyo Disneyland sono gli unici parchi Disney nel mondo non di proprietà di The Walt Disney Company.

## Storia
Dopo il grande successo suscitato da Tokyo Disneyland, inaugurato nel 1983, la Oriental Land e la Disney decisero di costruire un altro parco nel Tokyo Disney Resort così, alla conferenza stampa tenutasi il 15 aprile 1988 per commemorare il 5º anniversario del resort, venne annunciato il progetto per un secondo parco a tema.
Dopo 10 anni di contrattazioni e progetti, il 22 ottobre 1998 segnò l'inizio dei lavori di costruzione di Tokyo DisneySea. Questo enorme progetto richiese due anni di costruzione per un costo di 335 miliardi di yen. Venne completato per l'inaugurazione nel settembre 2001, 13 anni dopo l'annuncio dell'idea di un secondo parco.

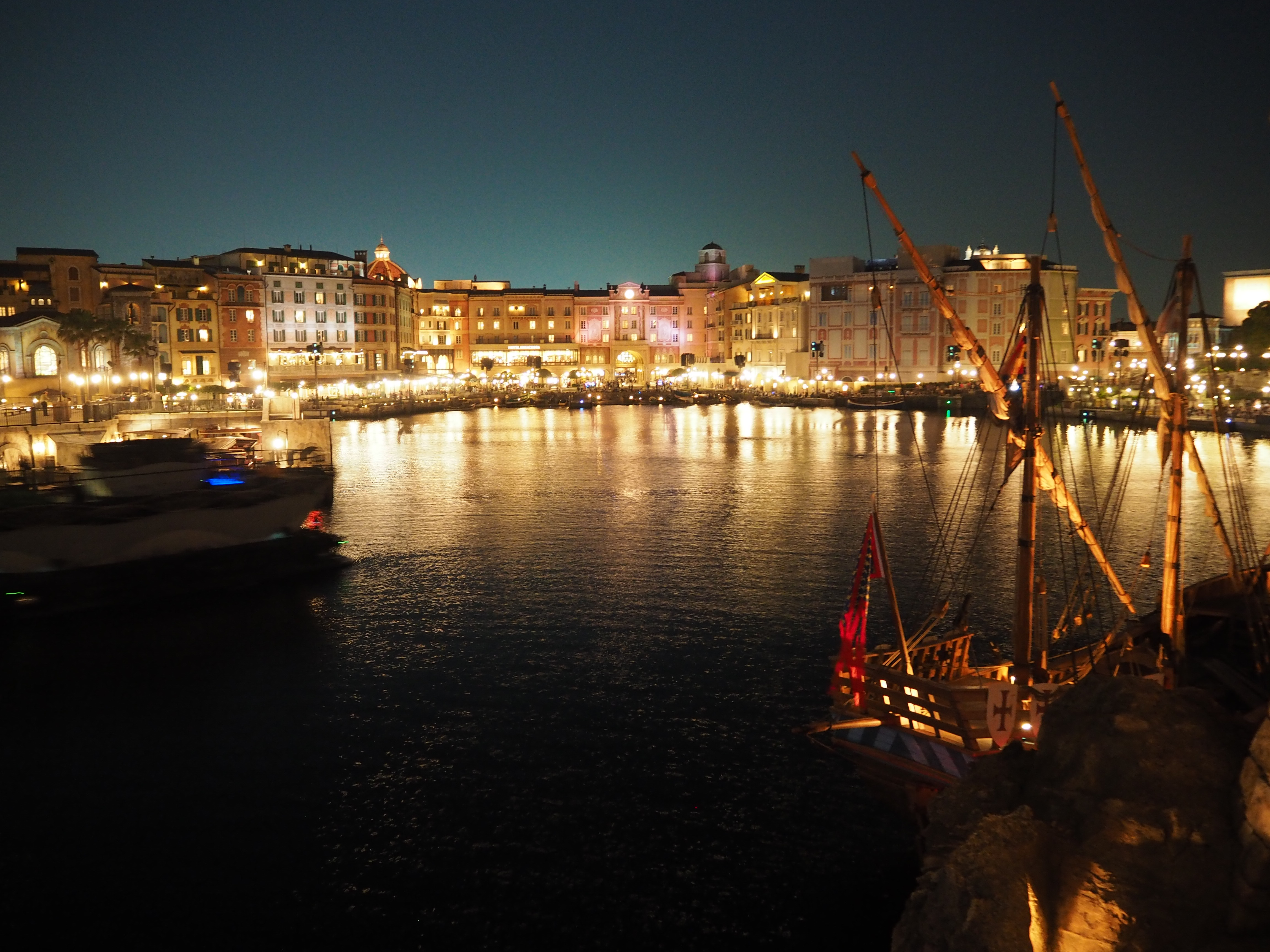
Un particolare di Mediterranean Harbor di notte.

Tokyo DisneySea aprì i battenti alle 8:00 del 4 settembre 2001 e una cerimonia di inaugurazione si svolse a Mediterranean Harbour, la zona centrale del parco, a cui parteciparono numerosi ospiti.
Nel 2011 il parco ha compiuto 10 anni e per l'occasione Tokyo DisneySea ha introdotto la nuova attrazione "Fantasmic", già presente nel Walt Disney World Resort di Orlando e nel Disneyland Resort della California, il "Jasmine Flying Carpet" molto simile alle versioni dei Parc Walt Disney Studios a Parigi e al Magic Kingdom in Florida, e un nuovo show interattivo "BE MAGICAL!" per festeggiare il decimo anniversario del parco.
Il DisneySea è stato il parco che, nel mondo, ha più' velocemente raggiunto il traguardo dei 10 milioni di ospiti: l'ospite n° 10 000 000, infatti, è stato ospitato dopo appena 307 giorni dalla sua apertura. Il precedente detentore dei questo record è stato il parco Universal Studios Japan, a Osaka, dopo 338 giorni dopo la sua apertura.

## Aree a tema del parco
Anche questo parco viene suddiviso in varie "land" o aree tematiche, come nel perfetto stile Disney, più specificamente in questo caso dei veri e propri "porti tematici", che per la precisione sono, come appaiono sulla mappa in senso orario:

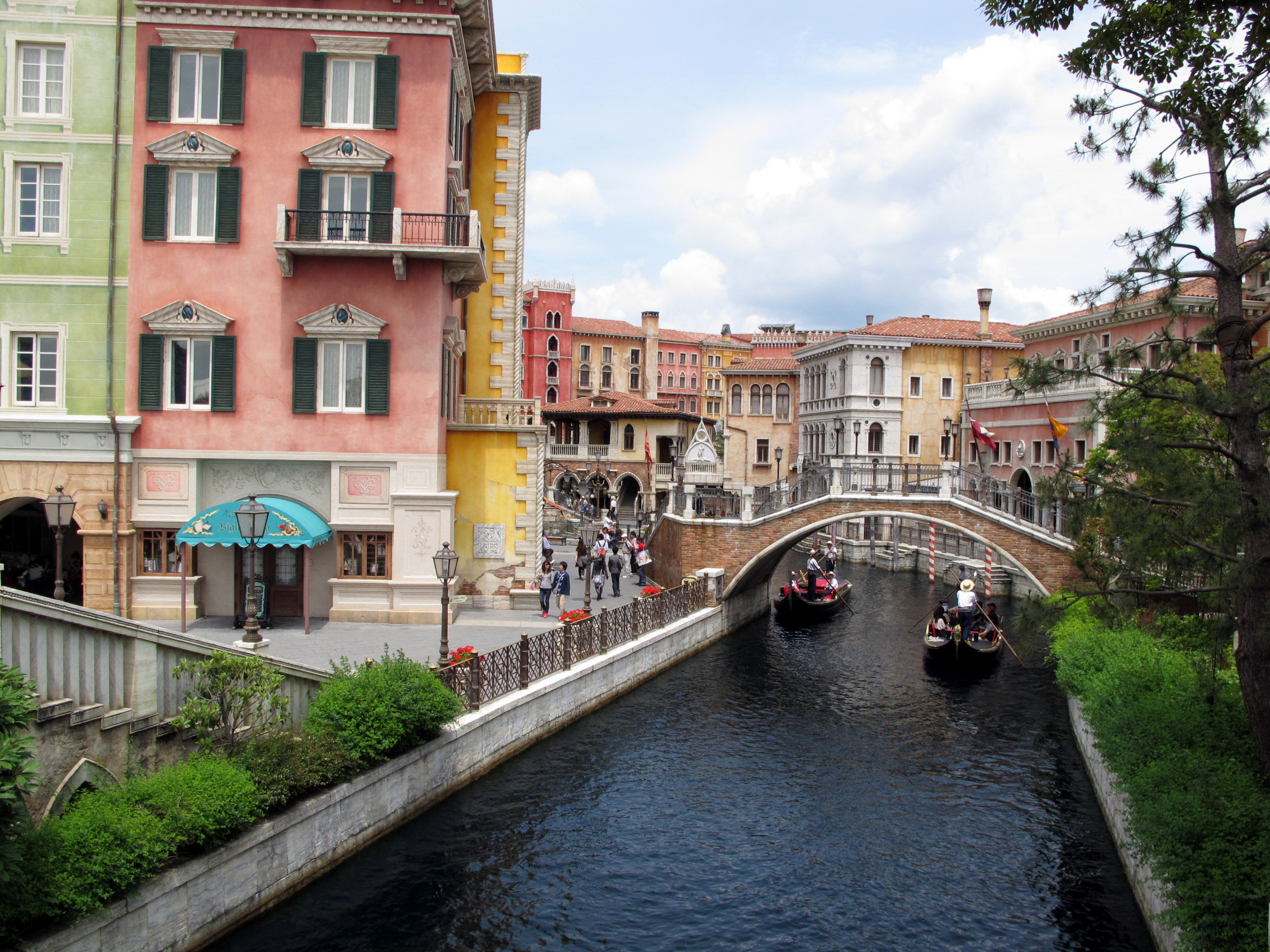
Una ricostruzione di Venezia a Mediterranean Harbor.

### Mediterranean Harbor
Quest'area è una ricostruzione di alcune città che si affacciano sul Mar Mediterraneo, ispirata principalmente all'Italia e a città marittime come Portofino, con una zona dedicata completamente a Venezia, con tanto di canali dove gli ospiti possono spostarsi tramite le gondole. In questo "porto" vi è anche un galeone e una fortezza da visitare e l’attracco della Transit Steamer Line, un battello a vapore col quale è possibile attraversare le varie zone del parco, così come per il treno a vapore che attraversa le varie zone dei parchi in stile Disneyland/Magic Kingdom.

#### Attrazioni

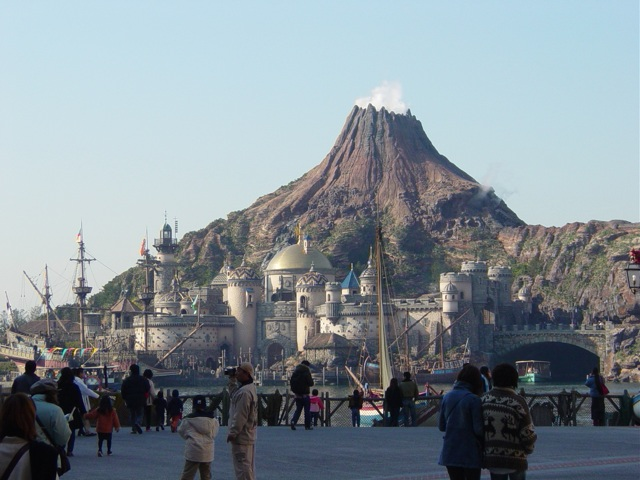
Mount Prometheus visto da Mediterranean Harbor.

- DisneySea Transit Steamer Line
- Venetian Gondolas
- Fortress Explorations
- Soaring: Fantastic Flight

#### Ristoranti

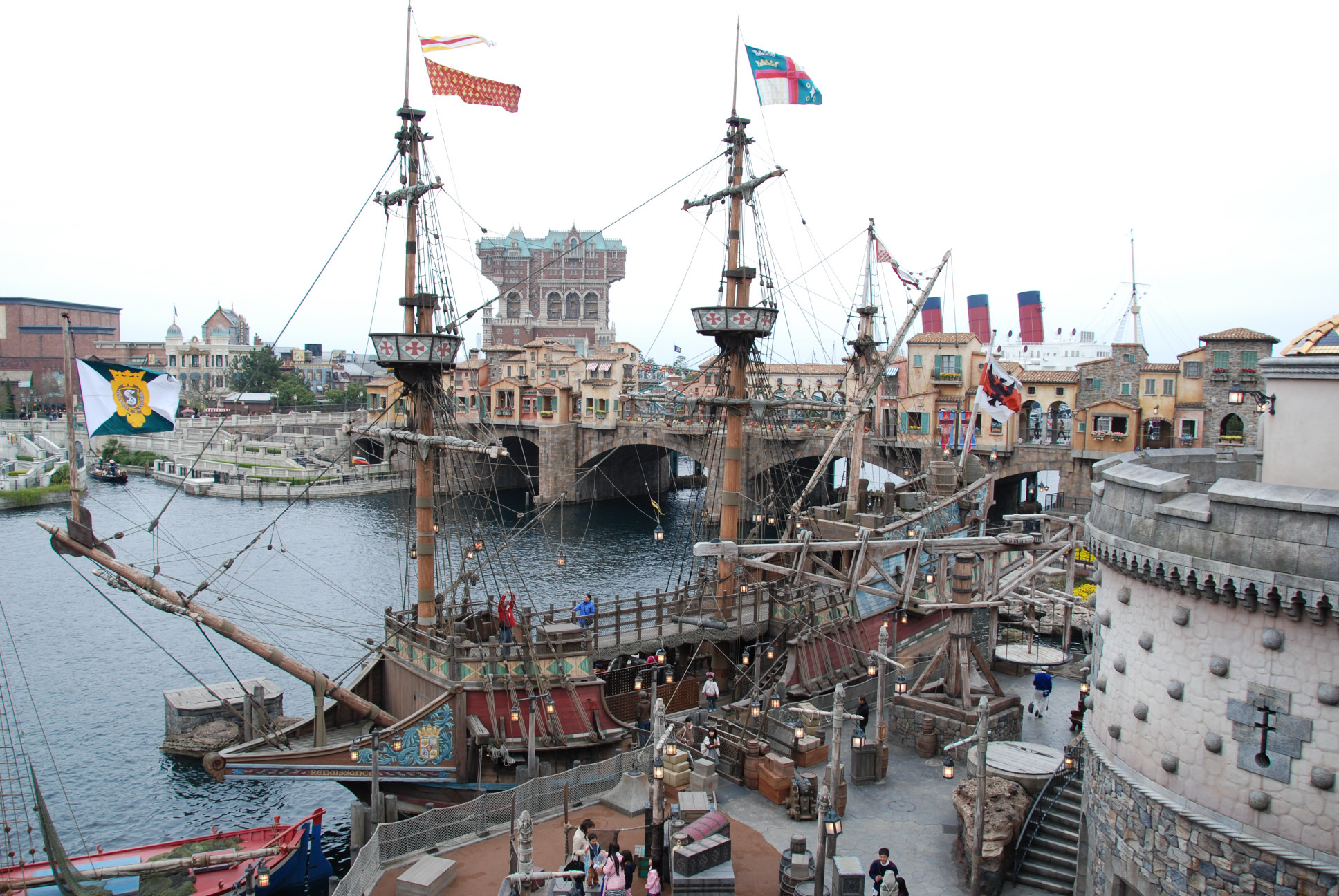
Un galeone con alle spalle una copia in scala ridotta del Ponte Vecchio a Mediterranean Harbor.

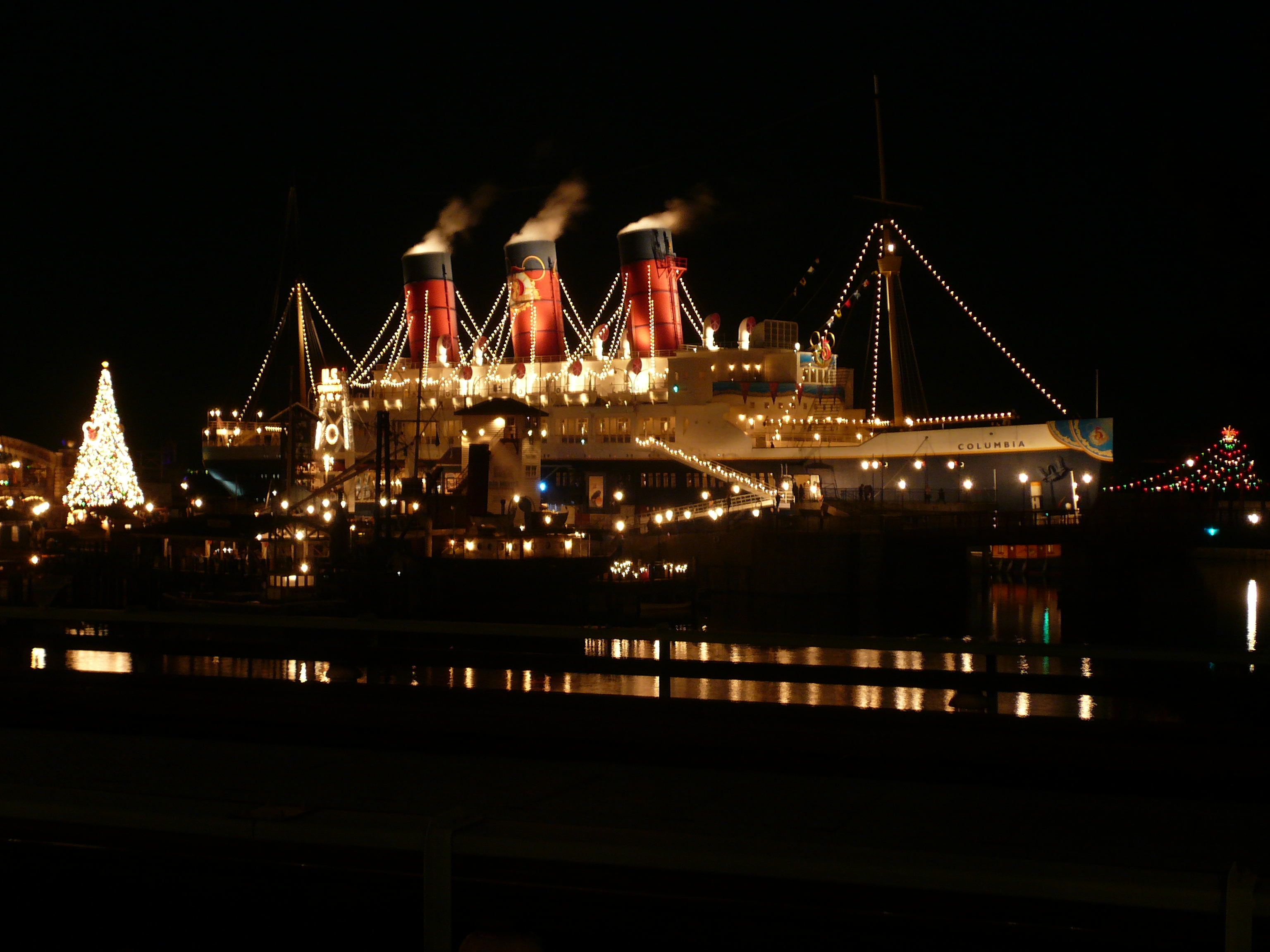
La SS Columbia illuminata la notte.

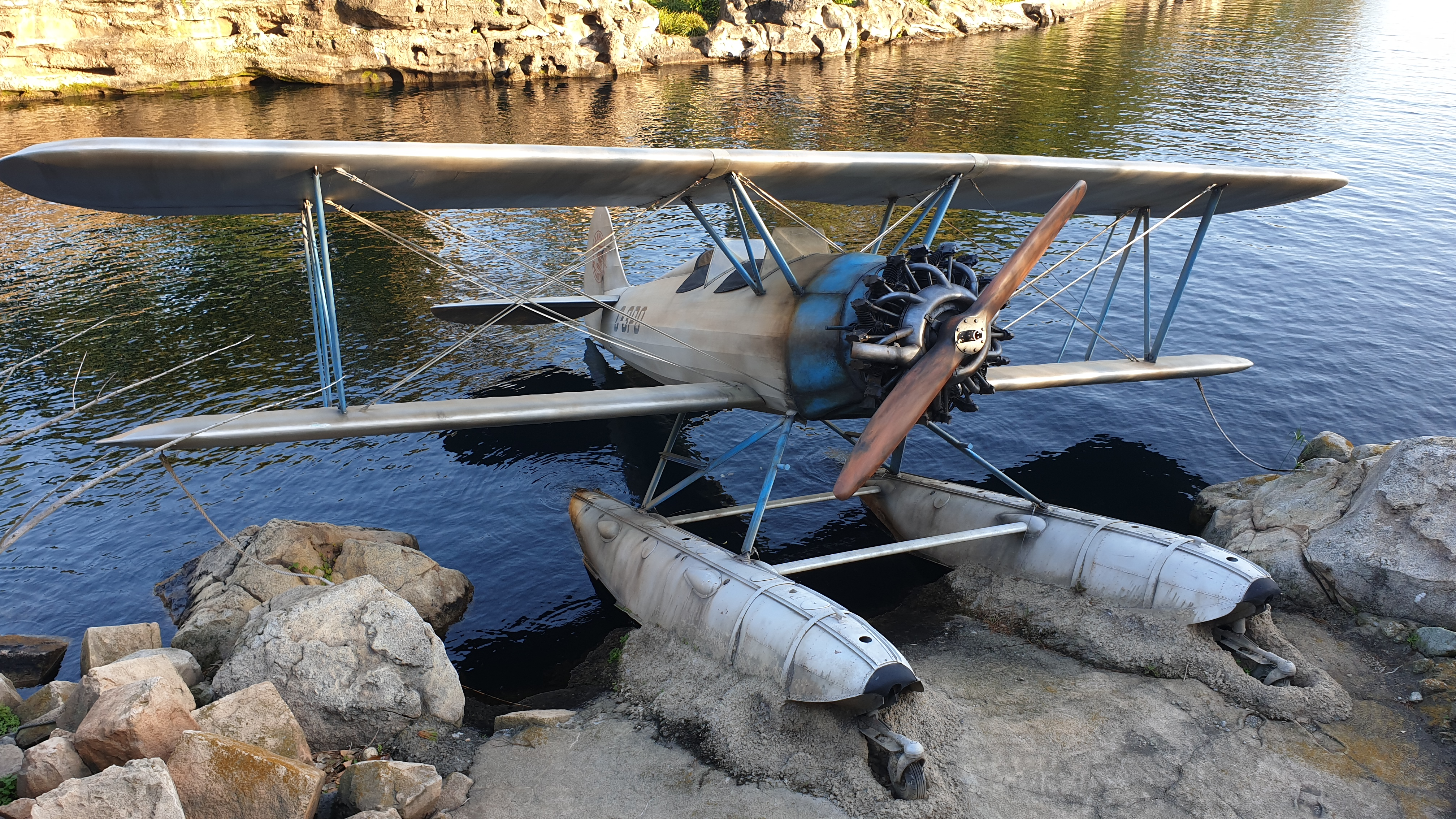
L'idrovolante di Indiana Jones a Lost River Delta.

- Cafe Portofino
- Zambini Brothers' Ristorante
- Mamma Biscotti's Bakery
- Ristorante di Canaletto
- Gondolier Snacks
- Magellan's
- Magellan's Lounge
- Refrescos

#### Negozi
- Valentina's Sweets
- Emporio
- Galleria Disney
- Fotografica
- Il Postino Stationery
- Figaro's Clothiers
- Merchant of Venice Confections
- Venetian Carnival Market
- Miramare
- Piccolo Mercato
- Splendido
- Rimembranze
- Bella Minni Collections

### America Waterfront

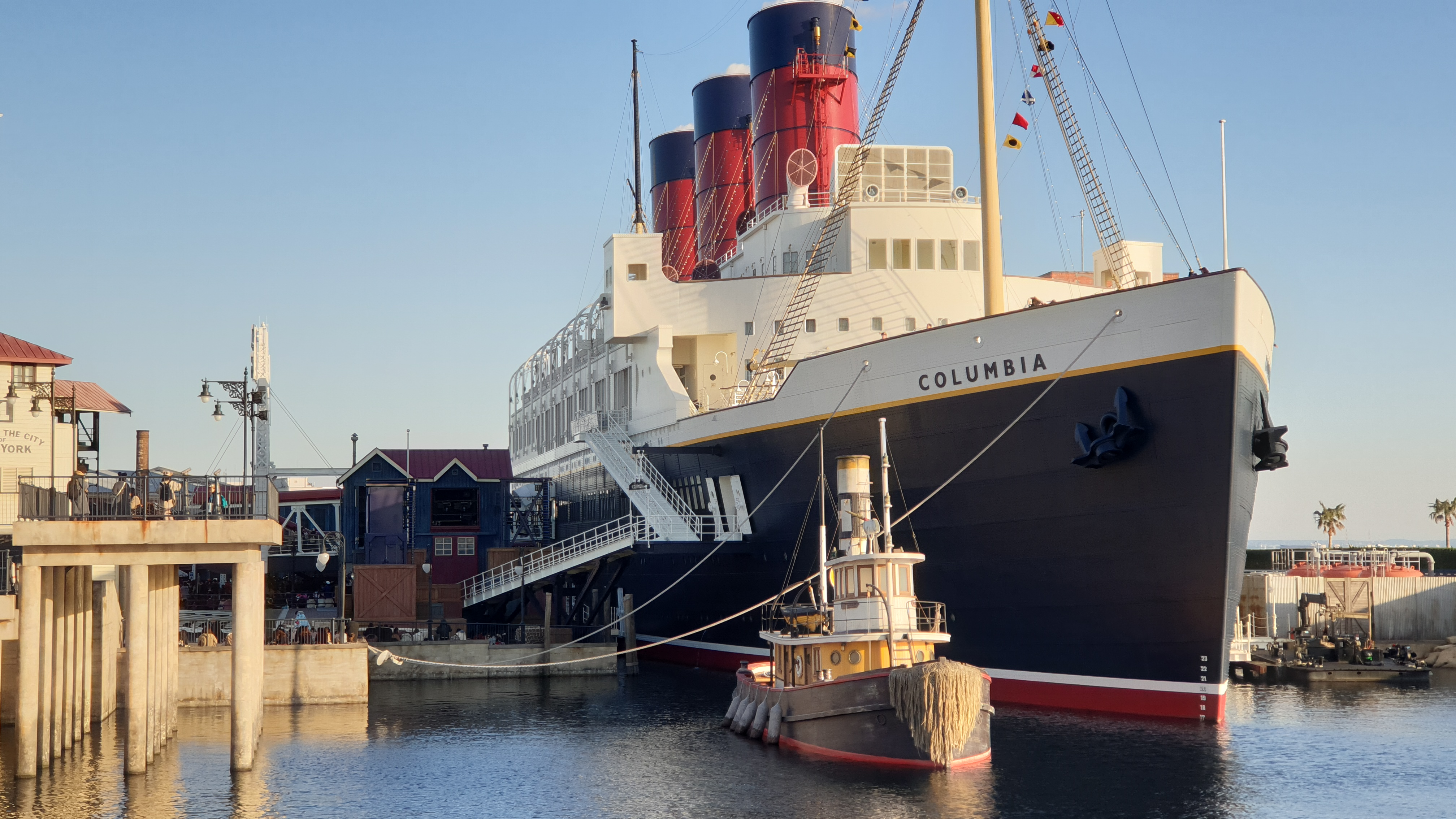
La SS Columbia a Tokyo DisneySea.

Quest'area tematica rappresenta un porto americano ispirato alla New York degli anni venti ed è dominata da una grande nave passeggeri, la SS Columbia, dove si tengono vari spettacoli ed eventi e dove è possibile trovare un paio di ristoranti, vale a dire lo S.S. Columbia Dining Room e il Teddy Roosevelt Lounge. La land è separata in 3 aree:
- New York City
- New York Harbor
- Cape Cod

Contiene 6 diverse attrazioni, tra le quali Tower of Terror e Toy Story Mania, un'attrazione interattiva in 4-D situata in una nuova area chiamata Toyville Trolley Park, un'area che si rifà ai vecchi Trolley ed Electric Park dei primi anni del '900.

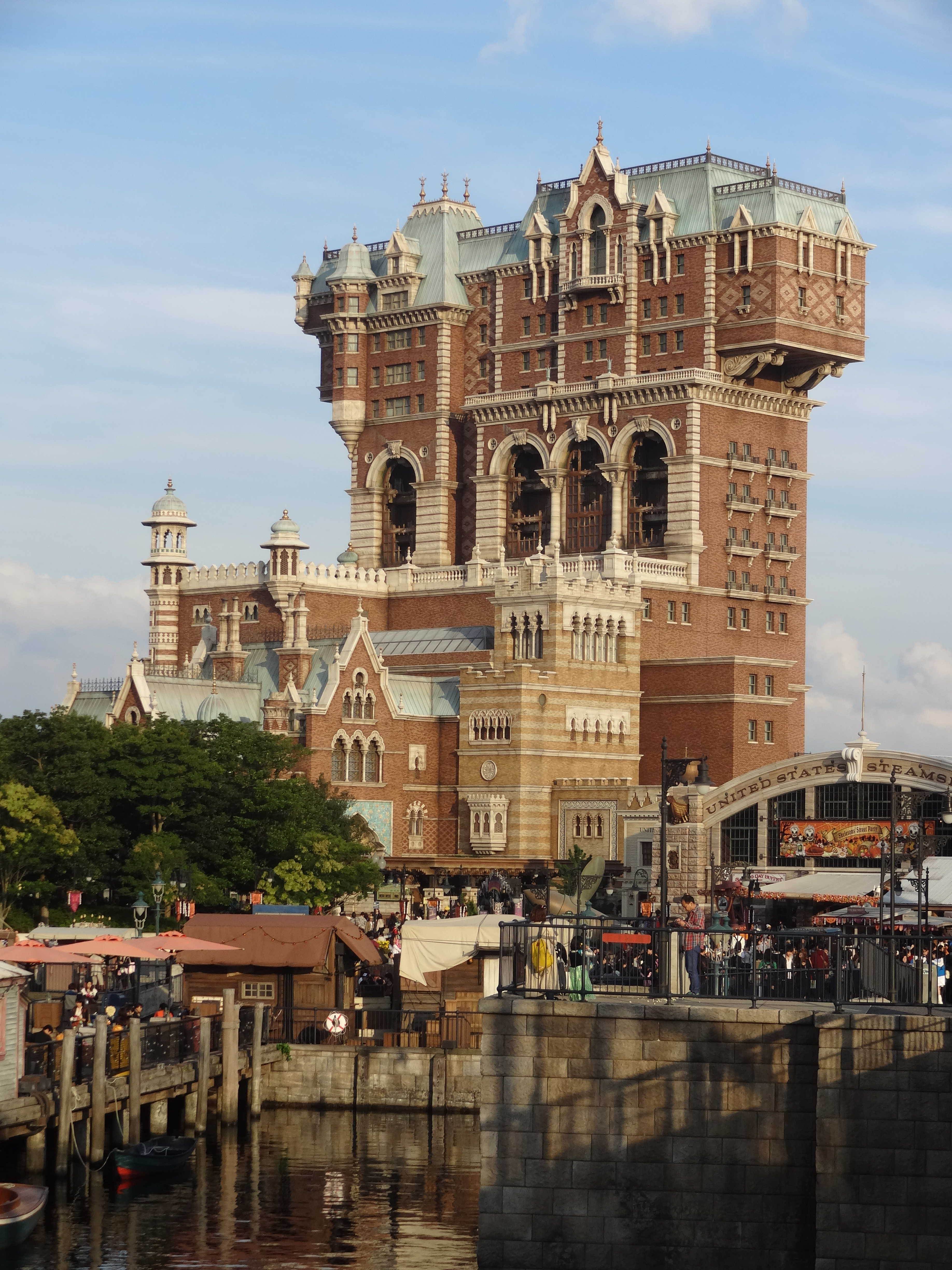
Tower of Terror a Tokyo DisneySea.

#### Attrazioni e spettacoli

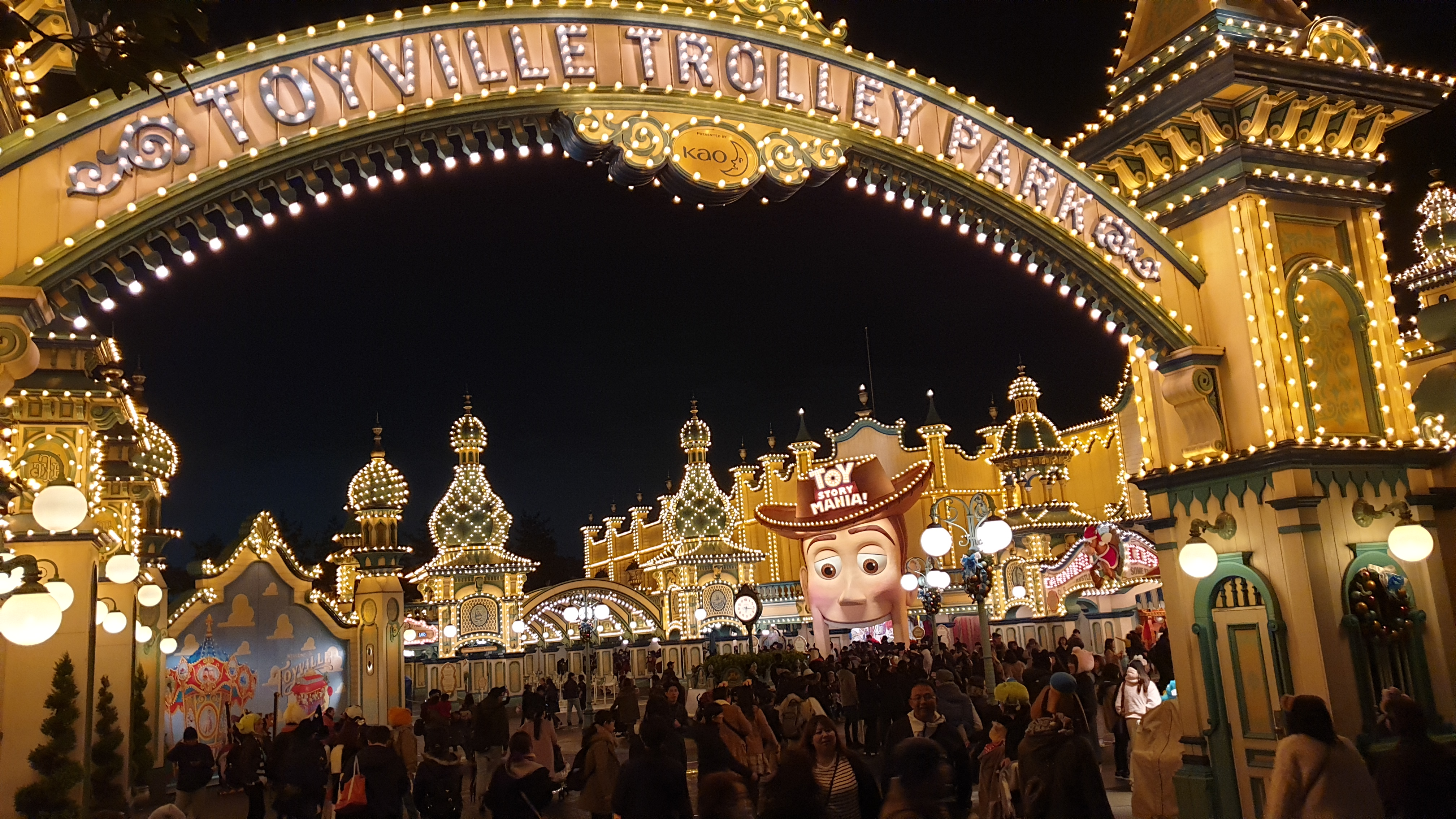
Toy Story Mania! a Toyville Trolley Park a Tokyo DisneySea.

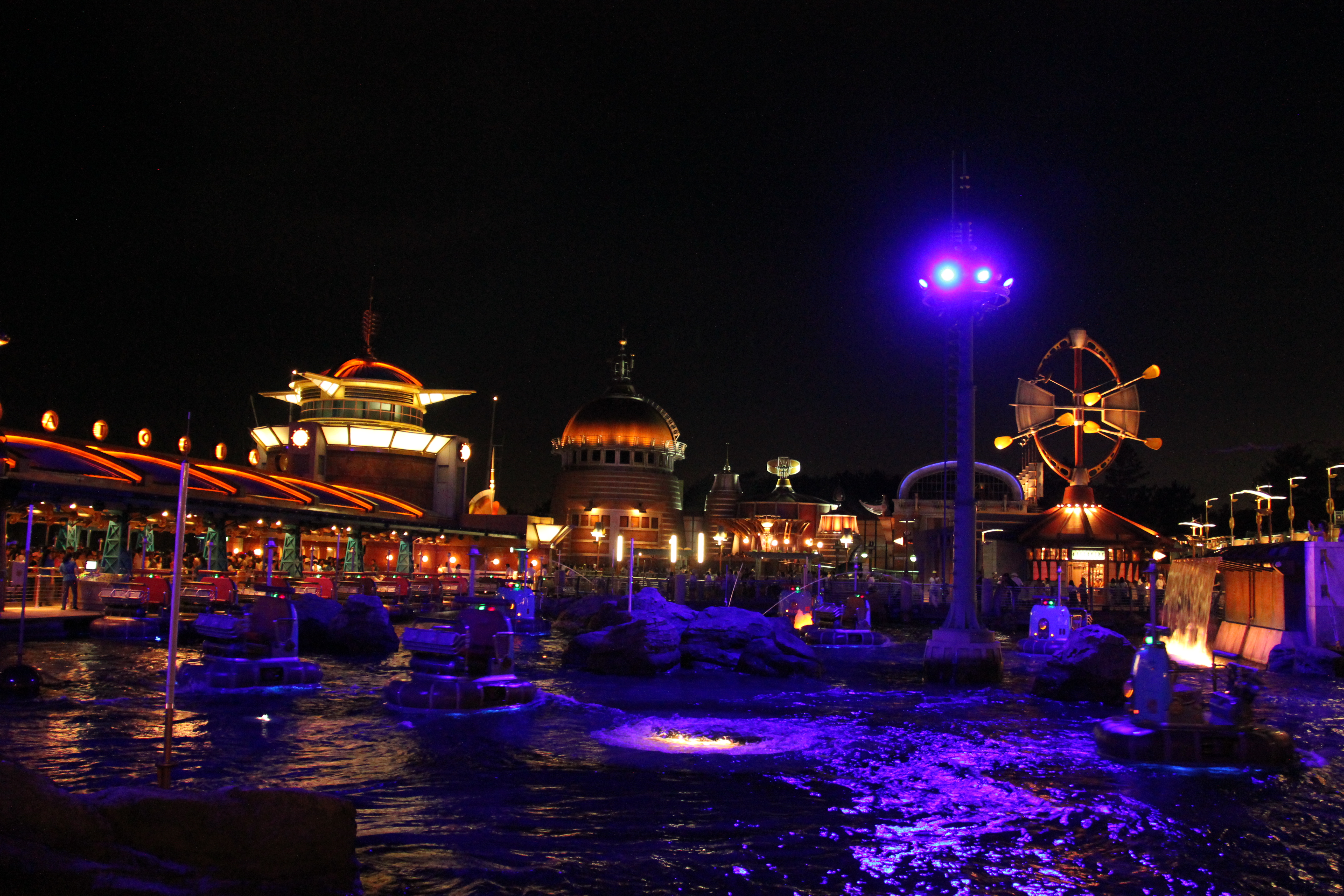
Port Discovery di sera.

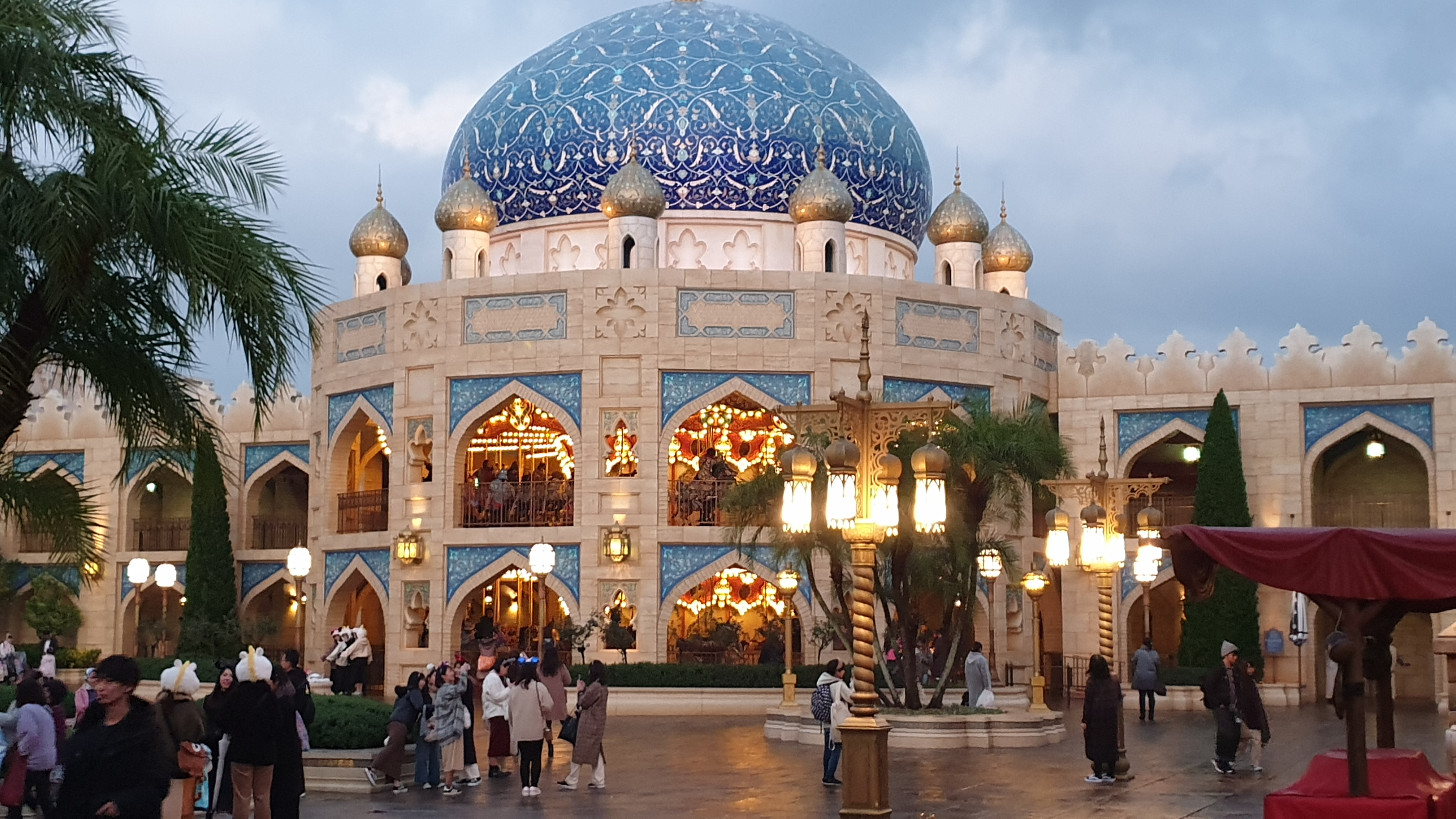
Caravan Carousel.

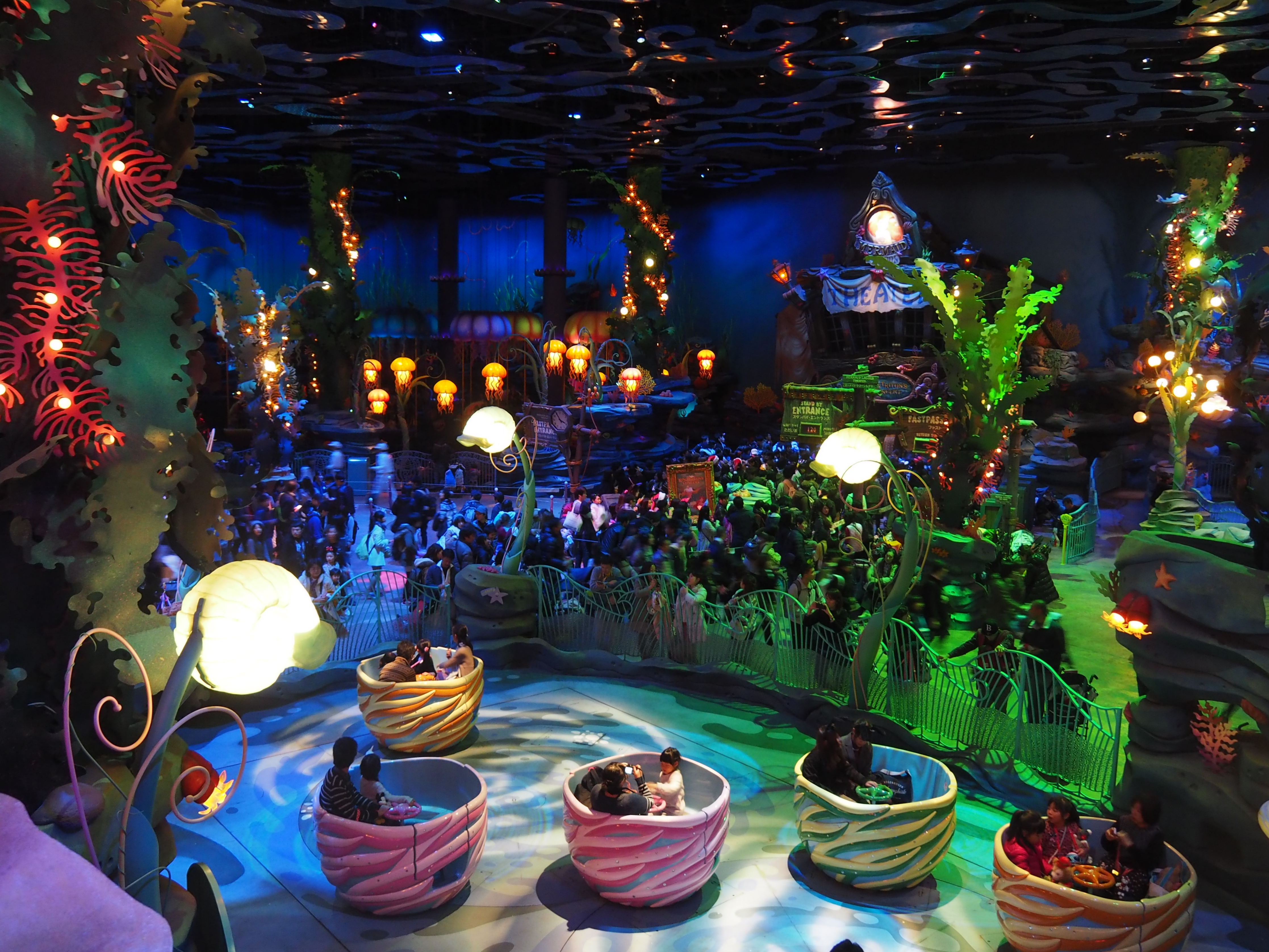
L'interno di Mermaid Lagoon.

- Big Band Beat
- Big City Vehicles
- DisneySea Electric Railway
- DisneySea Transit Steamer Line
- My Friend Duffy
- Hello, New York!
- Tower of Terror
- Turtle Talk
- Toy Story Mania!

#### Ristoranti
- S.S. Columbia Dining Room
- The Teddy Roosevelt Lounge
- Restaurant Sakura
- New York Deli
- Liberty Landing Diner
- Barnacle Bill's
- Papadakis Fresh Fruit
- High Tide Treats
- Delancey Catering
- Cape Cod Cook-Off

#### Negozi
- McDuck's Department Store
- Tower of Terror Memorabilia
- Steamboat Mickey's
- Aunt Peg's Village Store
- Newsie's Newsstand

### Port Discovery

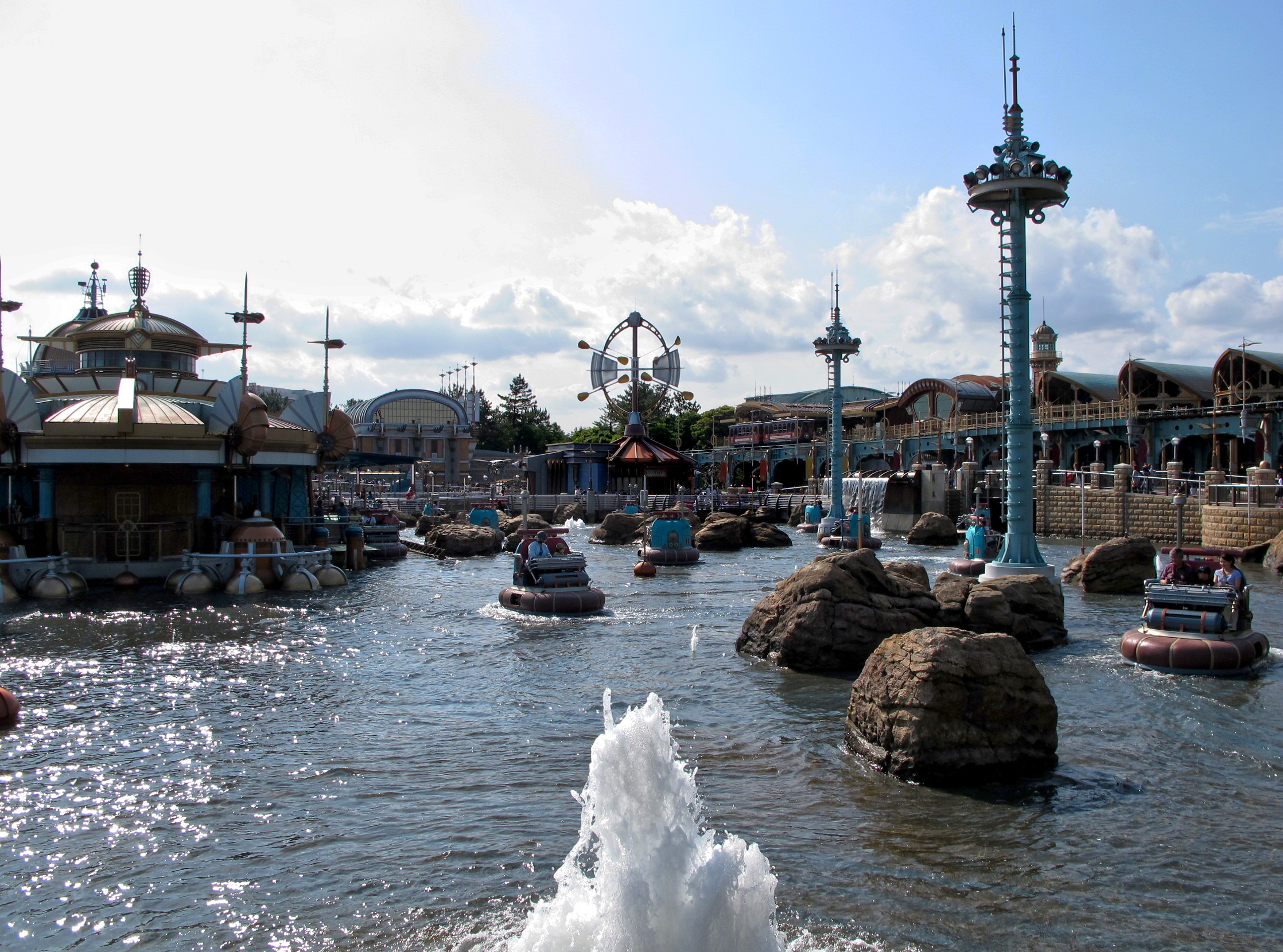
Port Discovery a Tokyo DisneySea.

Quest'area rappresenta un porto in stile stempunk, sullo stile dei racconti di Jules Verne, con cinema 4-D e avventure fantascientifiche.
Sebbene non sia una grande area, è sede di un paio di notevoli attrazioni: Aquatopia, un sistema di moto d'acqua senza binari appositamente progettato che consente agli ospiti di sperimentare rotazioni e vortici in una grande laguna d'acqua, e Nemo & Friends SeaRider, un simulatore in 4-D che dà l'illusione di "restringere" gli ospiti fino alle dimensioni dei pesci in modo che possano imbarcarsi in un'avventura virtuale con Nemo, Dory e i loro amici.
Questo porto funge anche da scalo con una stazione della DisneySea Electric Railway.

#### Attrazioni e spettacoli
- Aquatopia
- DisneySea Electric Railway
- Nemo & Friends SeaRider
- Time Traveler Band

#### Ristoranti
- Breezeway Bites
- Seaside Snacks
- Horizon Bay Restaurant

#### Negozi
- Discovery Gifts
- Skywatcher Souvenirs

### Lost River Delta

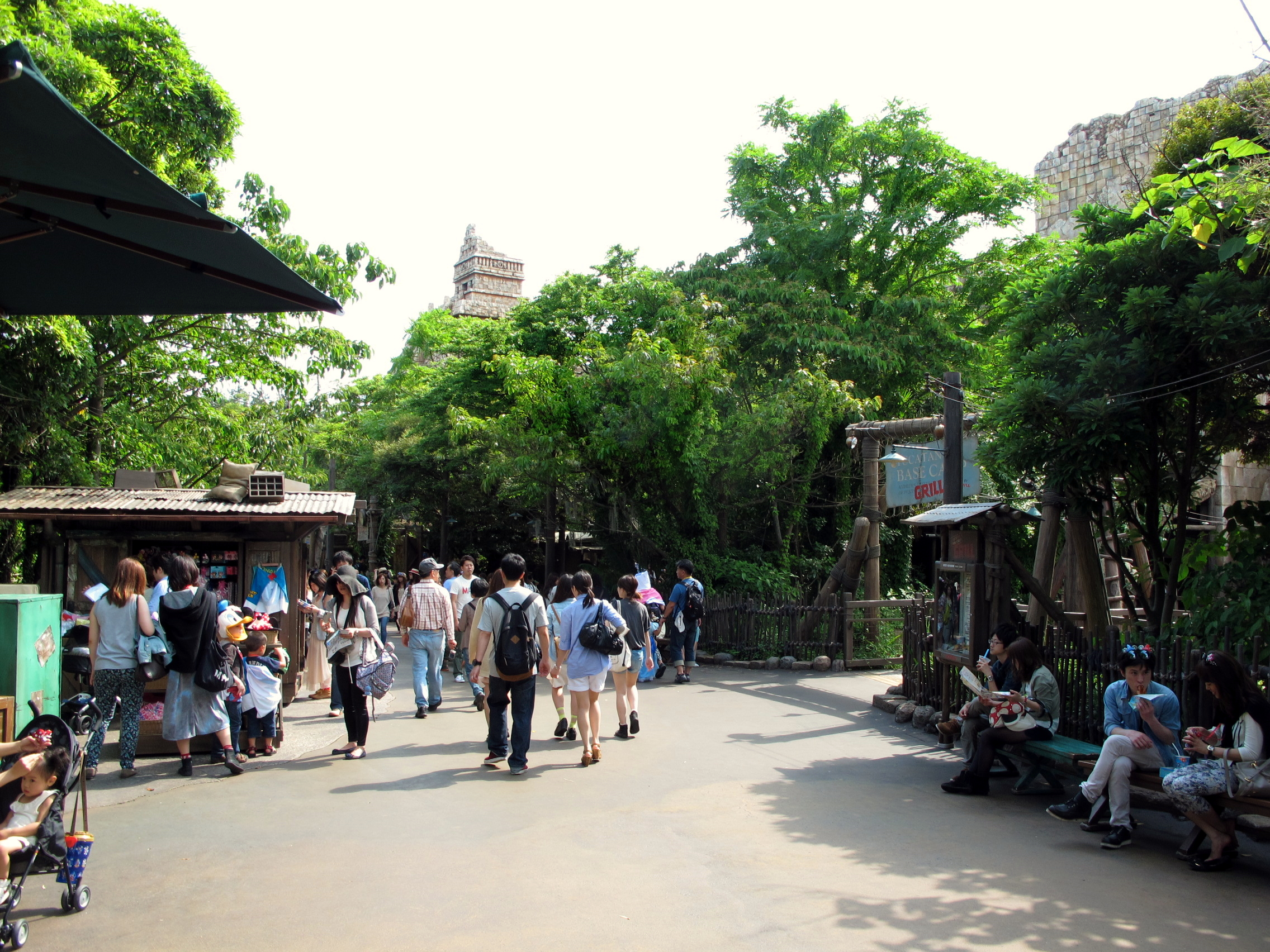
Una veduta di Lost River Delta.

Quest'area è ispirata alla giungla misteriosa di Indiana Jones, con trappole e templi maledetti, e contiene una struttura prominente che rappresenta le rovine di un'antica piramide azteca. Questo porto ha una vegetazione lussureggiante per imitare le giungle profonde dell'America centrale e i segni di una spedizione archeologica che lì avrebbe avuto luogo.
Le attrazioni di spicco in questo porto sono: Indiana Jones Adventure: Temple of the Crystal Skull, ambientato in una regione non specificata del Messico negli anni '30 all'interno un tempio azteco custodito da un teschio di cristallo, e Raging Spirits, un'attrazione in stile montagne russe.
Vi sono inoltre alcuni ristoranti, tra i quali Yucatan Base Camp Grill, uno dei ristoranti più convenienti nel parco, Miguel’s El Dorado Cantina, una cantina con posti a sedere al coperto e all'aperto che serve piatti di ispirazione messicana, e il fast food Expedition Eats.
In quest'area vi è una fermata della DisneySea Transit Steamer Line che trasporta gli ospiti di nuovo verso Mediterranean Harbour.

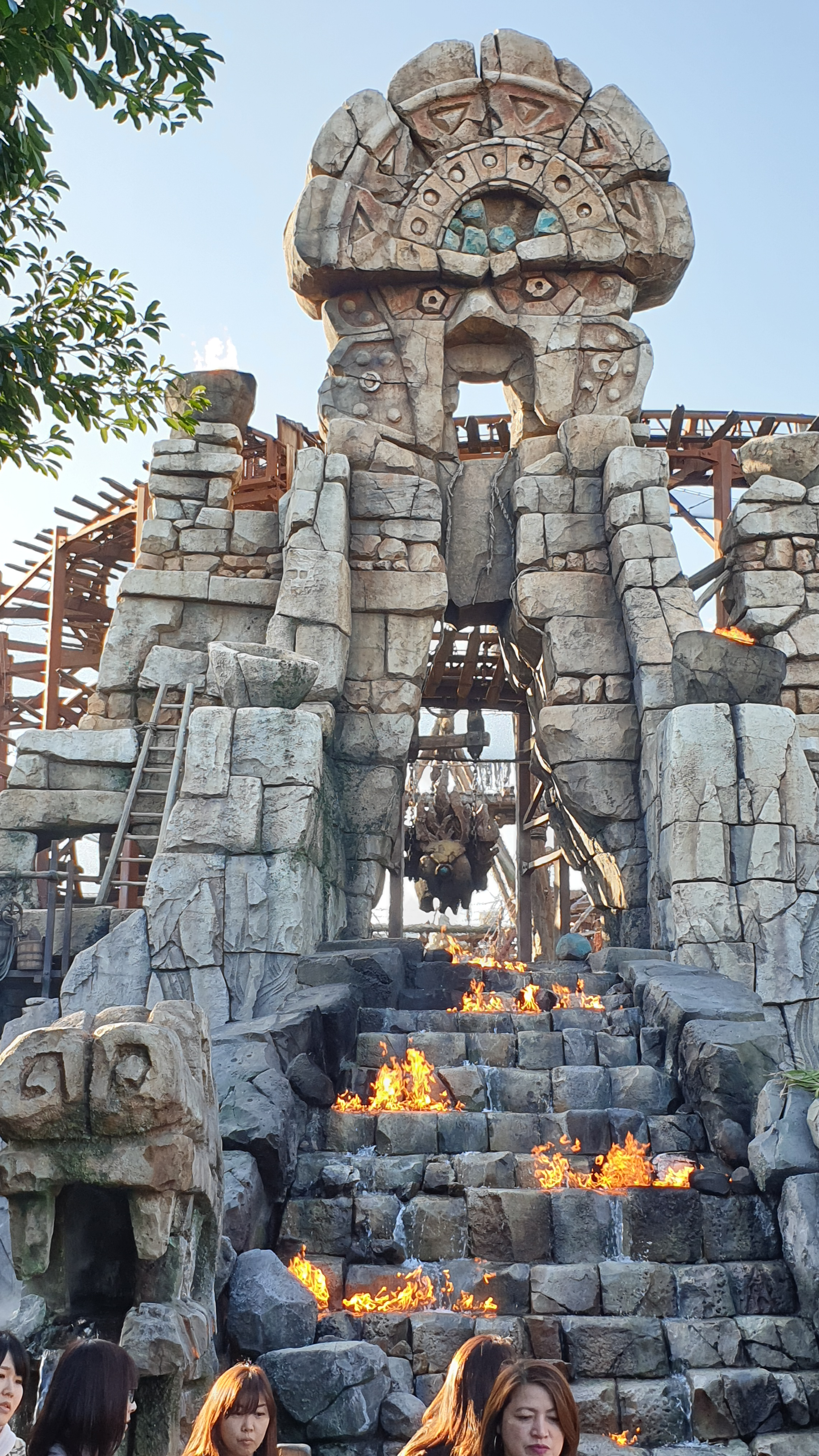
Un particolare delle montagne russe Raging Spirits.

#### Attrazioni e spettacoli
- DisneySea Transit Steamer Line
- Indiana Jones Adventure: Temple of the Crystal Skull
- Raging Spirits
- Song of Mirage

#### Ristoranti
- Expedition Eats
- Lost River Cookhouse
- Miguel's El Dorado Cantina
- Tropic Al's
- Yucatan Base Camp Grill

#### Negozi
- Expedition Photo Archives
- Lookout Traders
- Lost River Outfitters
- Peddlers' Outpost

### Arabian Coast

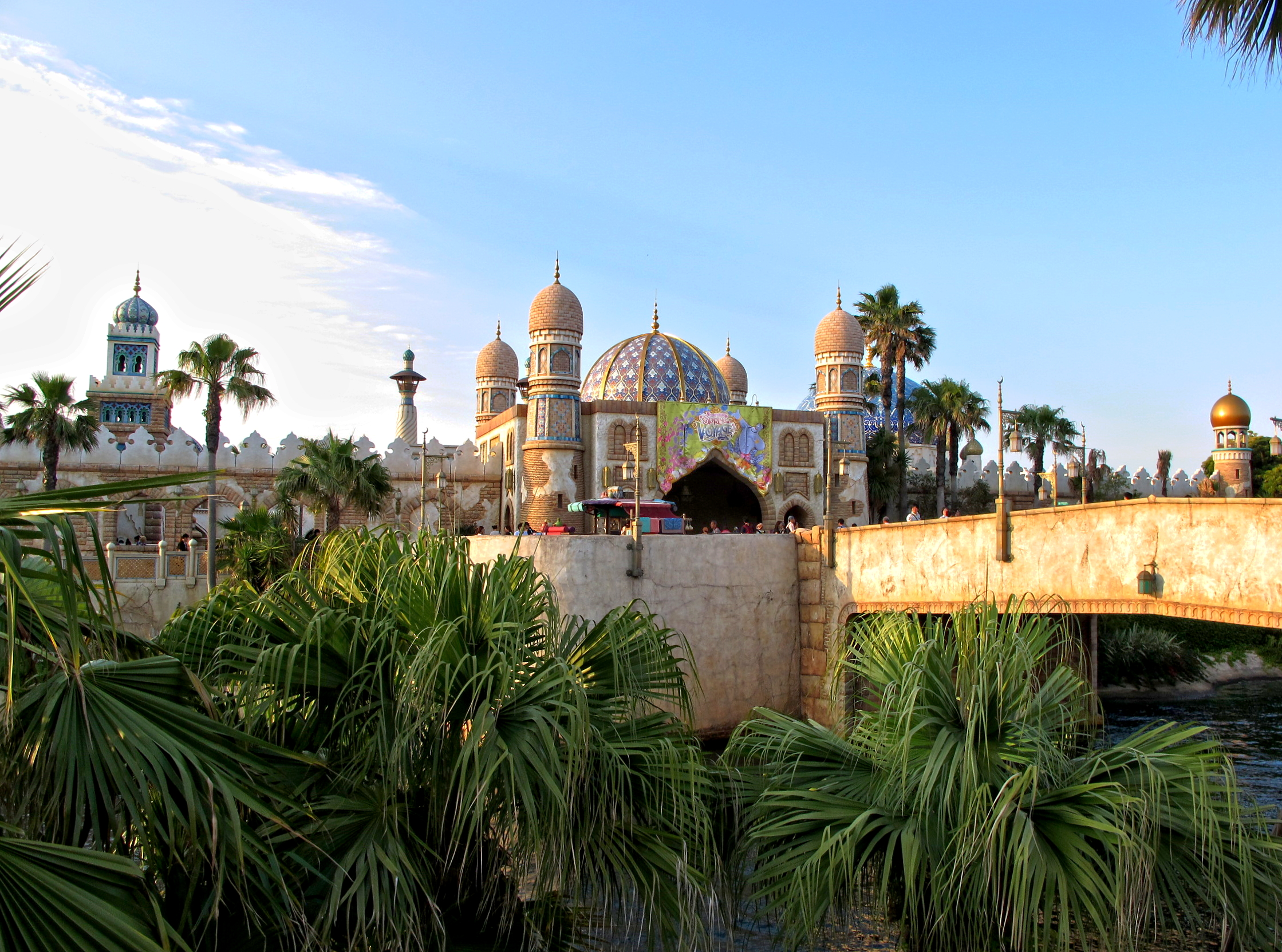
Arabian Coast.

Questa zona del parco è la riproduzione di una "costa araba" appunto e si rifà alle influenze mediorientali e indiane come quelle di Agrabah, la città immaginaria del cartone animato Disney, Aladdin (1992), e delle Mille e una Notte.
Una delle principali attrazioni è il Sindbad’s Storybook Voyage, una dark ride ambientata su una barca che narra di un'avventura di Sindbad e della sua tigre, Chandu. L'attrazione è un incrocio tra le attrazioni dei parchi Disney, Pirates of the Caribbean e It’s a Small World.
Fra i ristoranti vi è il Casbah Food Court, un ristorante con servizio al banco dove l'arredamento è una rappresentazione incredibilmente accurata del mercato di Agrabah visto nel film a cartoni animati, Aladdin. Nel ristorante Sultan’s Oasis l'elemento più popolare del menu è Chandu Tail, un panino al vapore ripieno di pollo. Altri snack che si possono trovare solo ad Arabian Coast includono i popcorn al curry e palline di crema d'acero.

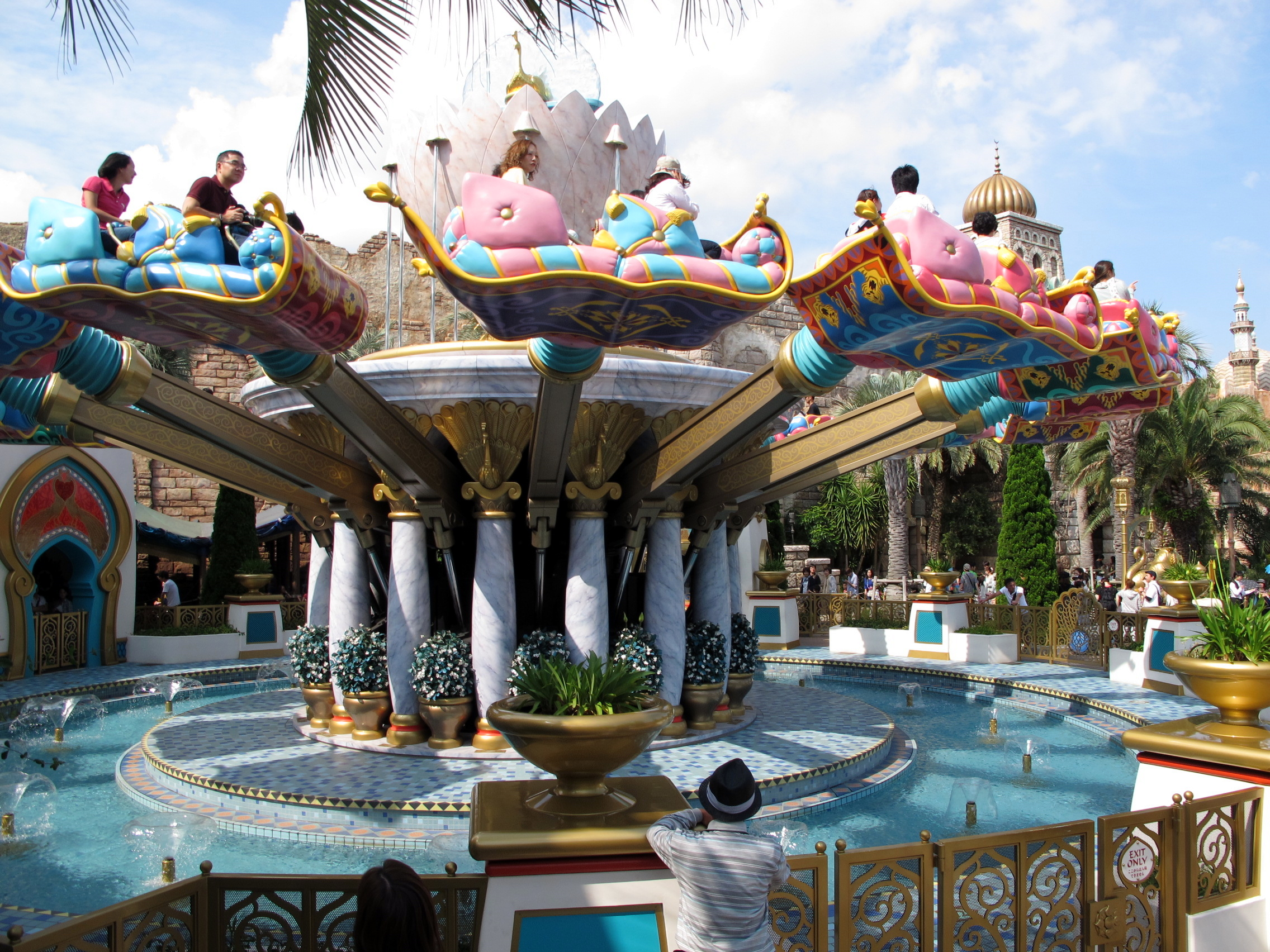
Jasmine's Flying Carpets.

#### Attrazioni e spettacoli
- Jasmine's Flying Carpets
- The Magic Lamp Theater
- Caravan Carousel
- Sindbad's Storybook Voyage

#### Ristoranti
- Casbah Food Court
  - Flying Carpet Curry
  - Royal Tandor
  - Noodle Charmer
- Sultan's Oasis
- Open Sesame

#### Negozi
- Agrabah Marketplace
- Abu's Bazaar

### Mermaid Lagoon

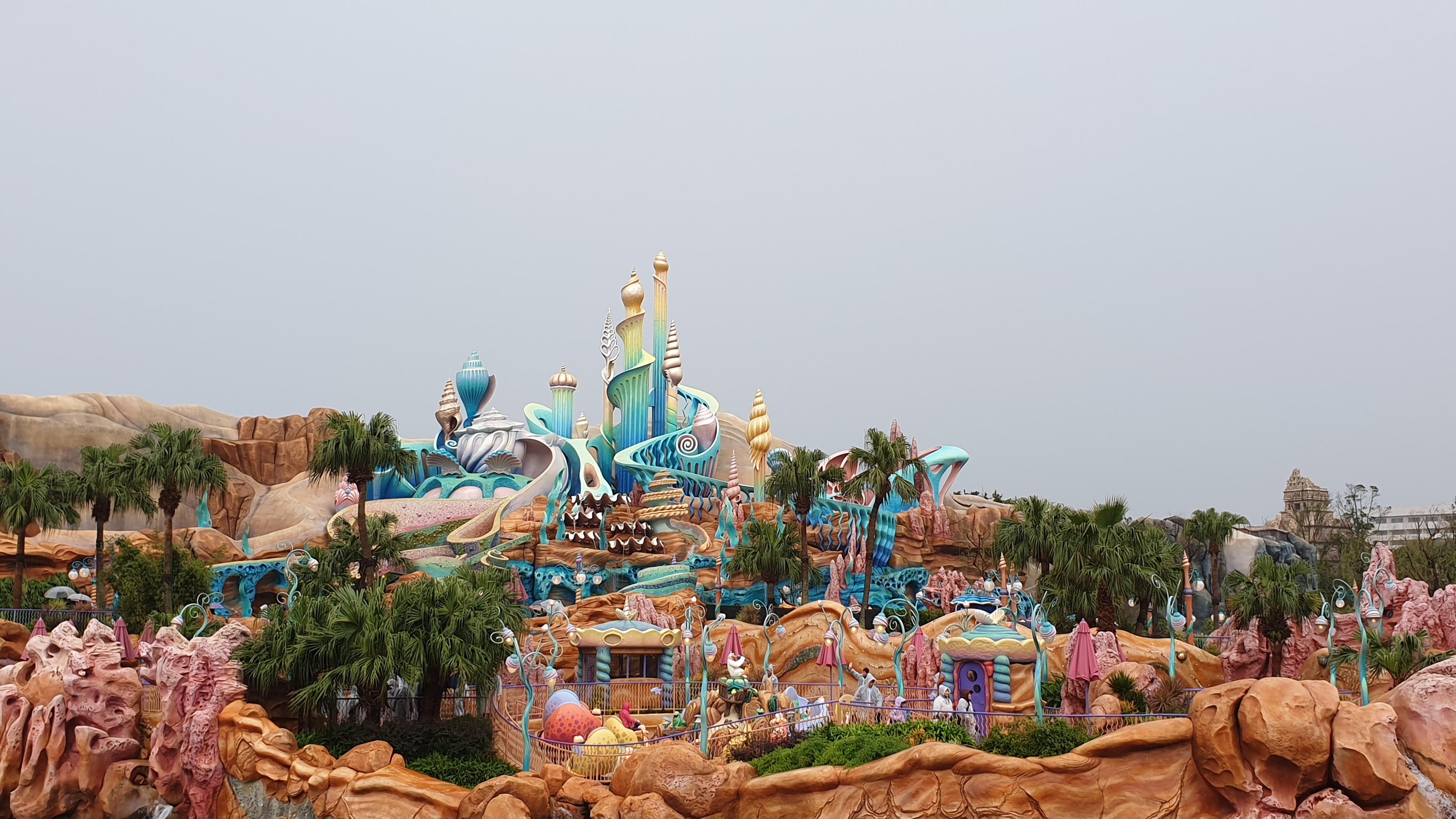
L'esterno della Mermaid Lagoon.

Quest'area rappresenta il regno di Atlantica, il mondo subacqueo visto nel film a cartoni animati della Disney, La Sirenetta (1989).
La facciata del palazzo principale è costruita in modo da assomigliare al palazzo del Re Tritone, come appare nel film, e presenta un'architettura ispirata alle conchiglie e ai coralli. Questo porto è unico in quanto è principalmente al chiuso e ricrea la sensazione di essere sott'acqua. La maggior parte delle giostre in questa zona sono rivolte ai bambini più piccoli come Scuttle's Scooters, dove gli ospiti viaggiano su auto chiamate "scooter" che ruotano di 180 gradi, e Jumpin' Jellyfish, una mini paratower, ovvero una giostra con una mini-caduta libera in stile paracadute.
Quest'area comprende inoltre il The Sleepy Whale Shoppe un negozio ambientato dentro la bocca di una balena gigante.

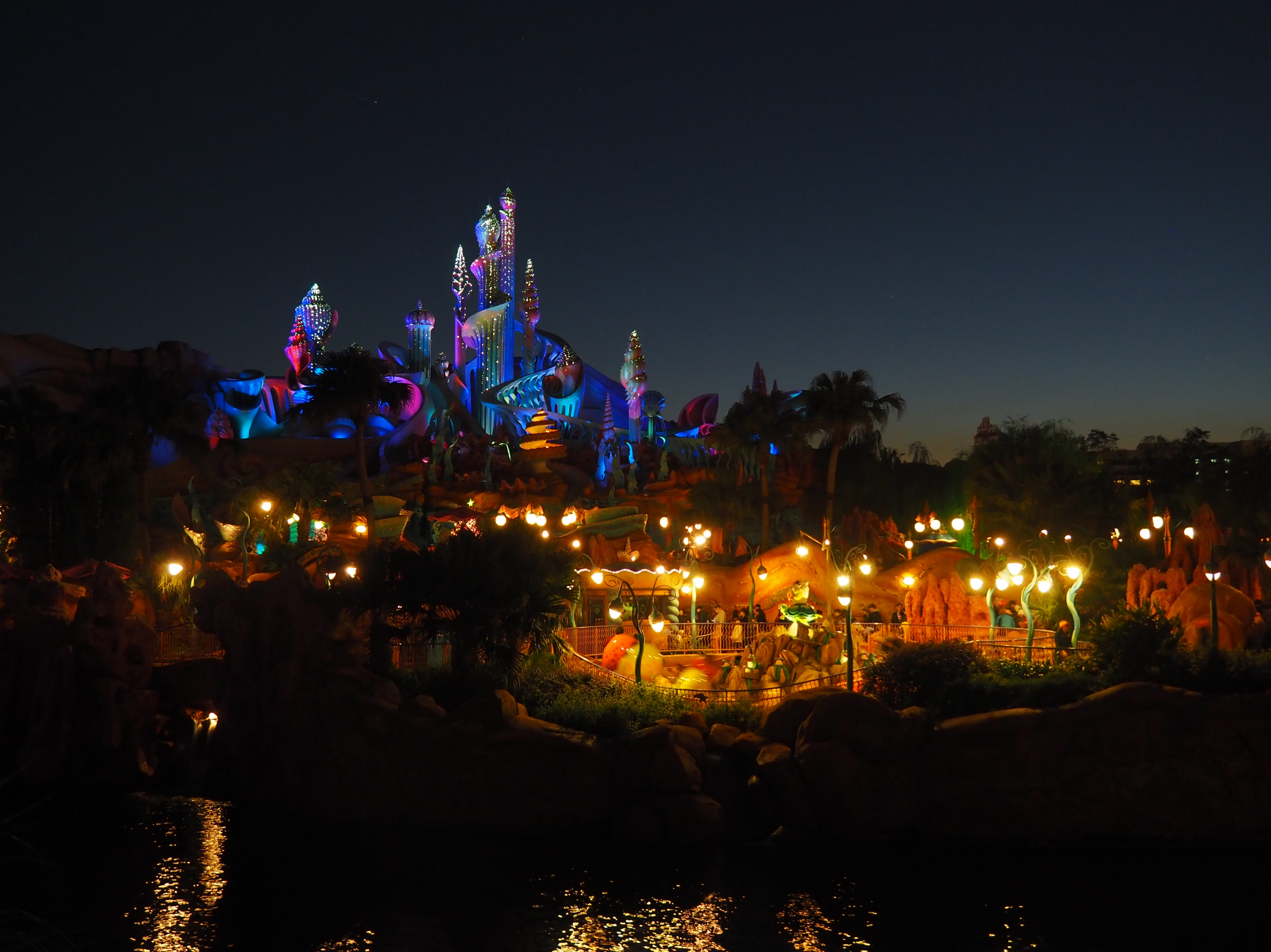
Mermaid Lagoon la sera.

#### Attrazioni e spettacoli
- Ariel's Greeting Grotto
- Flounder's Flying Fish Coaster
- Scuttle's Scooters
- Jumpin' Jellyfish
- King Triton's Concert
- Blowfish Balloon Race
- The Whirlpool
- Ariel's Playground

#### Ristoranti
- Sebastian's Calypso Kitchen

#### Negozi
- The Sleepy Whale Shoppe
- Mermaid Treasures
- Kiss de Girl Fashions
- Mermaid Memories
- Grotto Photos & Gifts
- Sea Turtle Souvenirs

### Mysterious Island

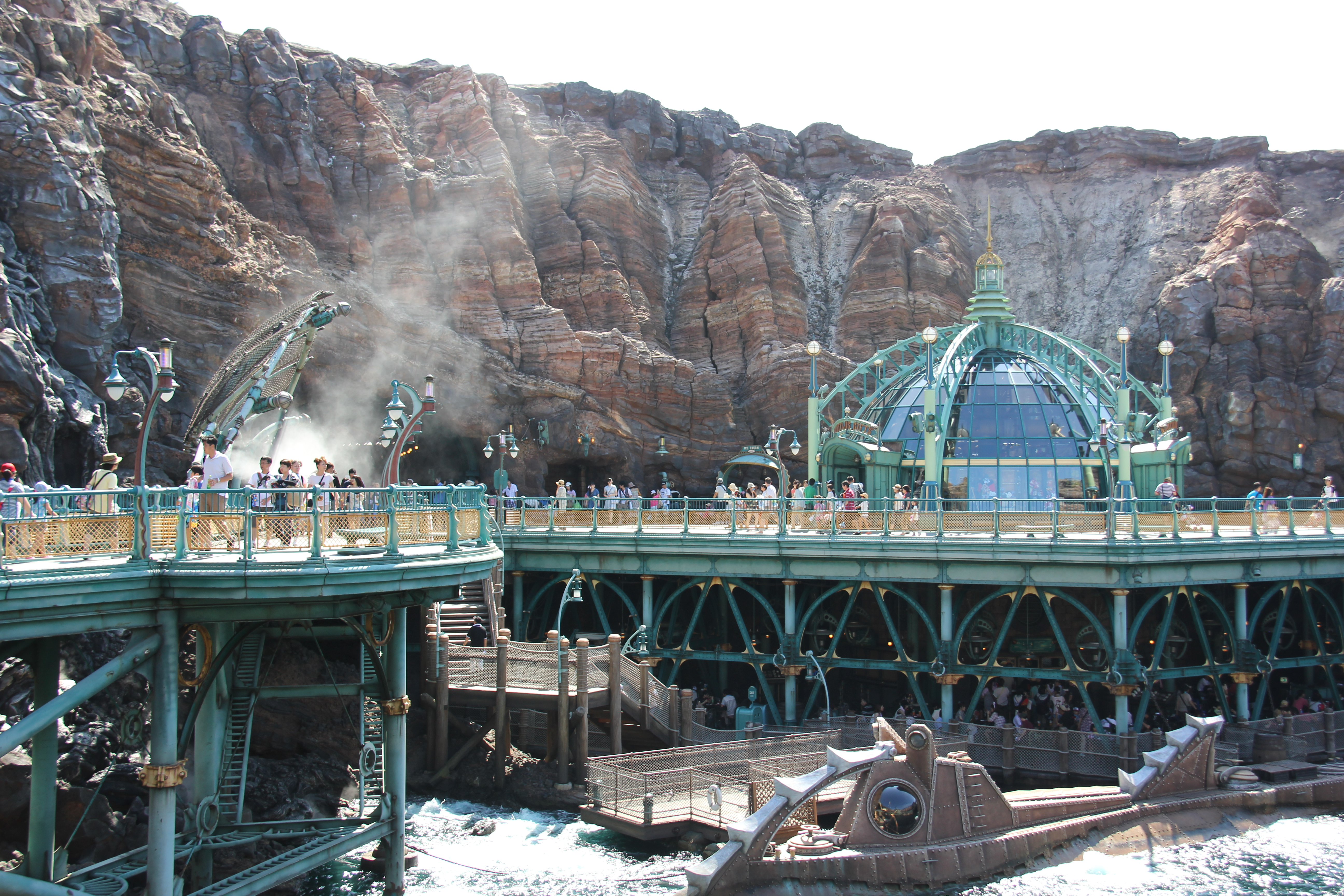
Un particolare di Mysterious Island con, in basso, il Nautilus.

Una land nel cuore del parco dominata da Mount Prometheus, che si basa sulla tana del capitano Nemo dal romanzo di Jules Verne, conosciuta anche come Isola Vulcania e vista anche nell'adattamento cinematografico Disney del romanzo di Verne, Ventimila leghe sotto i mari (1954).

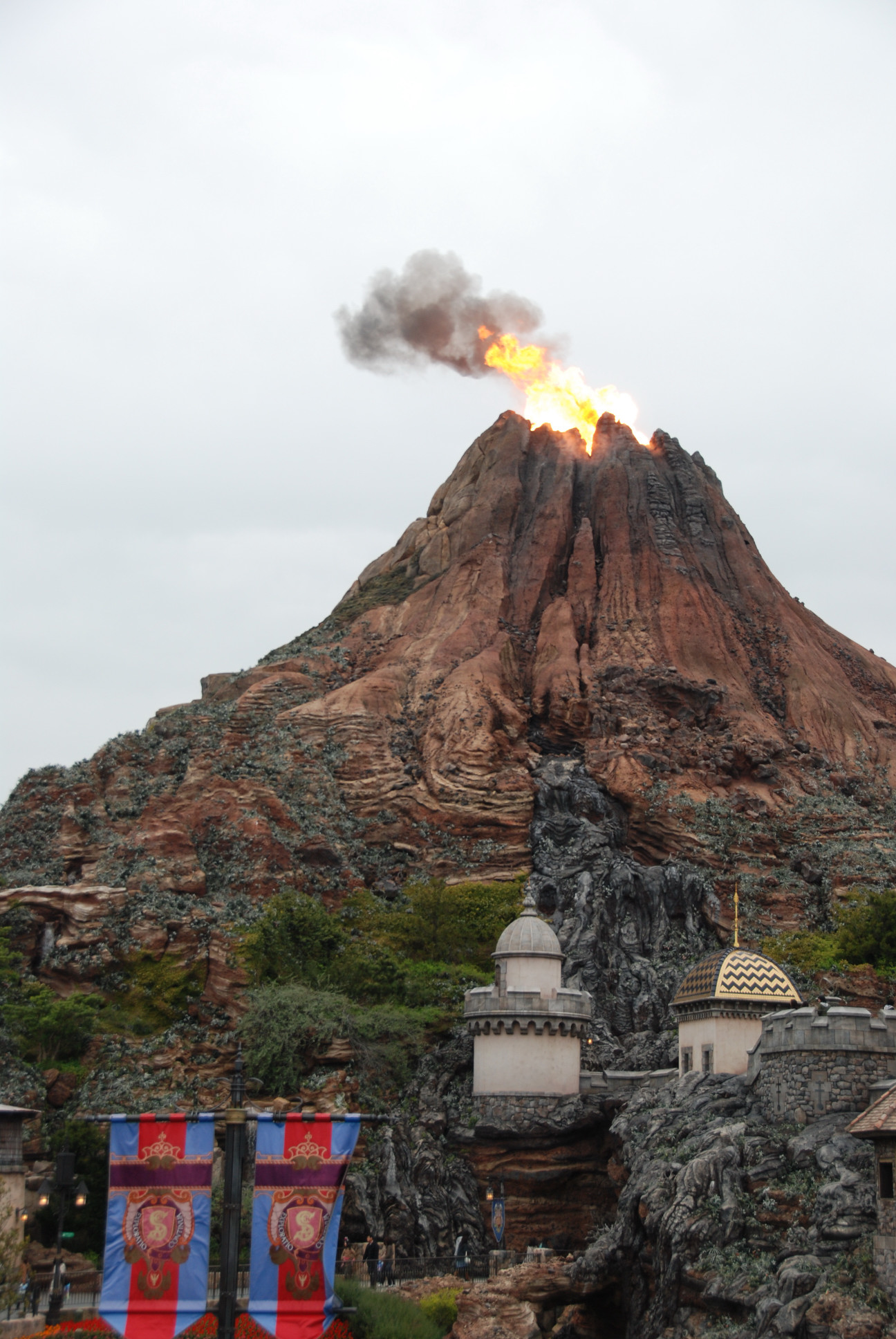
Mount Prometheus durante "l'eruzione".

Questo porto ospita due delle principali attrazioni di DisneySea, ovvero Journey to the Center of the Earth e 20,000 Leagues Under the Sea. Nella prima i visitatori salgono su un "Terravator" per un viaggio ispirato al romanzo Viaggio al centro della Terra; questa dark ride utilizza luce, suono, calore e movimento, dando vita a un'esperienza multisensoriale. La seconda è un giro a bordo del sottomarino Nautilus in cui i visitatori sono immersi per esplorare le profondità del mare e dove con un joystick ogni visitatore può orientare la propria luce nella direzione desiderata per scoprire i misteri dei fondali marini.
Il monte Prometheus è stato progettato per assomigliare ad un vulcano attivo. I visitatori possono assistere al vulcano che erutta ogni tanto, con effetti pirotecnici e vapore che fuoriesce dalle fessure sui lati.

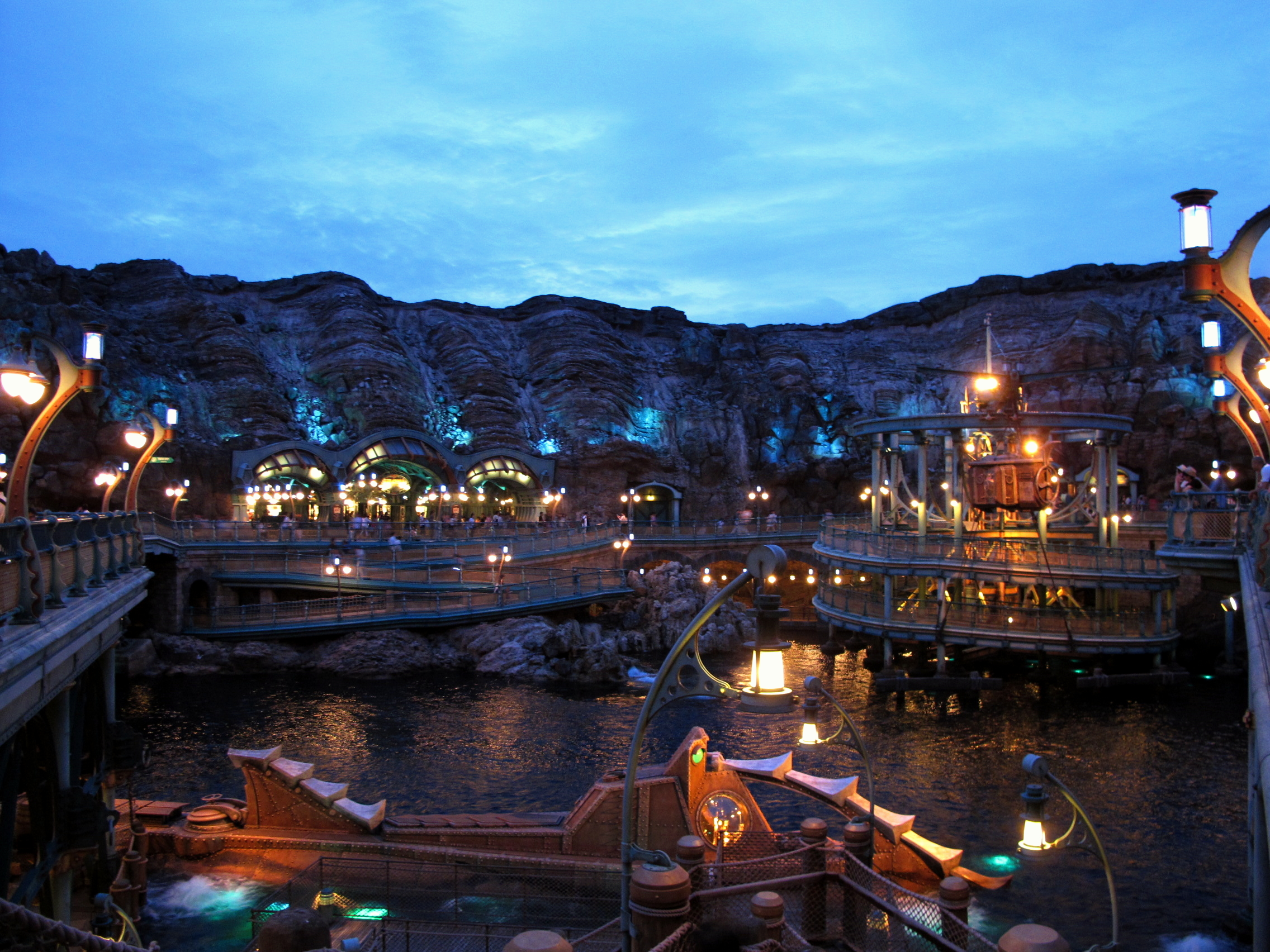
Visuale serale di Mysterious Island.

#### Attrazioni
- Journey to the Center of the Earth
- 20,000 Leagues Under the Sea

#### Ristoranti
- Vulcania Restaurant
- Refreshment Station
- Nautilus Galley

#### Negozi
- Nautilus Gifts

## Chiusure straordinarie
- Per la prima volta dall'apertura, Tokyo Disneyland e DisneySea chiusero al pubblico dal 12 marzo 2011, a seguito del disastroso terremoto del Tōhoku. Il DisneySea venne riaperto, con una cerimonia di riapertura, il 28 aprile 2011, dopo 48 giorni di chiusura.[7]
- Il 29 febbraio 2020 entrambi i parchi sono stati chiusi a causa delle preoccupazioni legate ai contagi dovuti alla pandemia da Covid19.[8][9] Dopo 4 mesi di chiusura, entrambi i parchi hanno riaperto il 1º luglio 2020 sotto stretti controlli sanitari e con una capienza ridotta.[10]

## Progetti di rinnovamento
Il parco, a novembre 2014, ha annunciato un enorme investimento che porterà aggiunte e ammodernamenti in tutto il resort, nello specifico a DisneySea verrà costruito un nuovo "porto", che si chiamerà Fantasy Springs, che verrà costruito nella zona di un ex parcheggio e che si aggiungerà agli altri già esistenti, avente come tema i film: Frozen, con tutto il regno dei ghiacci di Arendelle perfettamente riprodotto e con relative attrazioni, Rapunzel, con la sua torre e la taverna Brutto Anatroccolo, e l'Isola che non c'è di Peter Pan, con una laguna dove sarà ormeggiata la Jolly Roger, la nave di Capitan Uncino, e con una ricostruzione della Roccia del Teschio. Ci saranno inoltre varie cascate nonché quattro nuove attrazioni in tutto. Nell'area sorgerà il secondo hotel all'interno del parco di tipologia deluxe. L'area è stata inaugurata il 6 giugno 2024.